# Skåbu
Skåbu is een plaats in de gemeente Nord-Fron in de Noorse provincie Innlandet met circa 600 inwoners. Het ligt aan de Jotunheimvegen op 870 meter hoogte.